# La Trinité-Porhoët
La Trinité-Porhoët är en kommun i departementet Morbihan i regionen Bretagne i nordvästra Frankrike. Kommunen ligger i kantonen La Trinité-Porhoët som tillhör arrondissementet Vannes. År 2022 hade La Trinité-Porhoët 667 invånare.

## Befolkningsutveckling
Antalet invånare i kommunen La Trinité-Porhoët
| Referens: INSEE |